# Croton singularis
Espèce
Croton singularis est une espèce de plantes à fleurs du genre Croton et de la famille des Euphorbiaceae, présente à Bornéo (centre de Sarawak, est de Kalimantan) et aux Philippines.